# Camila Mateos
Camila Mateos (San Isidro, provincia de Buenos Aires; 12 de diciembre de 1993) es una actriz y modelo argentina. Su carrera comenzó con trabajos publicitarios y producciones independientes, hasta que consiguió uno de los papeles recurrentes en la telenovela Esperanza mía (2015) de El trece, donde interpretó a Valentina, una de las antagonistas juveniles. Más tarde, se convirtió en una de las protagonistas juveniles de la tira Amar después de amar (2017) emitida por Telefe, y de la serie musical de Nickelodeon Kally's Mashup (2017-2018).
Posteriormente, interpretó a Eva Perón en su etapa más joven en la serie biográfica Santa Evita (2022) de Star+. Formó parte de las dos temporadas de Argentina, tierra de amor y venganza (2019-2023) interpretando a Virginia en la primera temporada y a Pilar en la segunda temporada.

## Biografía
Camila Mateos nació el 12 de diciembre de 1993 en San Isidro. Es hija de Edgardo Mateos y Lucila Campion. A la edad de 8 años asistió a Caleidoscopio Escuela, donde se formó en actuación y canto con Florencia Carchak y Nora Bember. En 2007, concurrió a la Escuela de Formación Teatral de Hugo Midón. En 2011, asistió al Teatro de Duende de Agustín Alezzo. También se formó en distintas áreas como danza jazz, natación y gimnasia rítmica.
Luego de culminar el colegio secundario, Camila se trasladó a Los Ángeles (Estados Unidos) para continuar estudiando actuación, dado que su padre quién es productor de televisión vive allí. Después de haber vivido un año afuera, regresó a Buenos Aires para cursar la Licenciatura en Arte Dramático en la Universidad Nacional de las Artes (UNA).

## Carrera profesional
Camila Mateos comenzó su carrera en 2011, protagonizado una publicidad para la cadena Boomerang. En 2012, protagonizó un cortometraje independiente titulado Las manzanas de la abuela Lita, donde interpretó a Camila una adolescente que mantiene una charla reflexiva con su padre.
En 2014, logró obtener el papel principal en la serie web Aislados, una producción derivada de la tira juvenil Aliados emitida por Telefe y creada por Cris Morena. En ella interpretó a María, una joven que vive un incipiente romance con Juan (Agustín Suárez).
En enero de 2015, Mateos se unió al reparto recurrente de la telenovela Simona producida por Pol-ka y emitida por El trece. Allí interpretó a Valentina, la villana juvenil y la contrafigura de Lola (Ángela Torres). Ese mismo año, formó parte del elenco principal de la obra teatral Descuidistas dirigida por Ezequiel Sagasti y coprotagonizada junto a Lucas Velasco, Lola Morán, Manuel Ramos y Sebastián Francini. Asimismo inició su carrera como modelo realizando varias campañas y producciones fotográficas para la marca Sweet Victorian.
En 2016, Camila obtuvo el papel de Alicia en la serie Bichos raros, producida por Parox Producciones, Atuel Producciones y Terranova. Fue emitida por la TV Pública y coprotagonizada por Gerardo Chendo y Mariana Loyola.
En 2017, coprotagonizó la telenovela Amar después de amar emitida por Telefe. Mateos obtuvo el papel en abril de 2016, a través de un casting que realizó. En ella interpretó el papel de Lola Alvarado, la hija mayor de Santiago (Mariano Martínez) y Carolina (Eleonora Wexler); y hermana de Nicolás (Franco Masini), quienes son afectados por una tragedia familiar. Luego formó el elenco de la serie de Nickelodeon Kally's Mashup interpretando a Nicole. 
En 2018, participó en la telenovela Simona de El Trece, personificando a Mía Blanco. Luego, grabó su participación en Millennials encarnando a Ana Forte, la hermana de Axel (Gastón Soffritti). En 2019, participó en algunos capítulos de Argentina, tierra de amor y venganza con Gonzalo Heredia, María Eugenia "China" Suárez y Benjamín Vicuña, donde jugó el papel Virginia Lynch, hija de los propietarios del diario El Espejo. 
En 2022, Camila interpretó a la versión joven de Eva Perón en la serie Santa Evita de Star+. Más tarde, se unió al elenco principal de la segunda temporada de ATAV emitida en 2023, en la cual interpretó a Pilar Arizmendi, la sobrina del monseñor que está por casarse con Segundo (Renato Quattordio), quien secretamente está enamorado de Antonio (Toni Gelabert).

## Influencias
En una entrevista, Mateos citó a la actriz argentina Julieta Díaz como una de sus principales influencias manifestando que le había gustado la carrera que había realizado, mostrando interés de trabajar con ella y que siguió cada uno de sus trabajos. Por otro lado, también citó a las actrices estadounidenses Jennifer Lawrence y Emma Stone como influencias por como llevaron a cabo sus respectivas carreras.

## Filmografía

### Cine
| Año  | Título                         | Papel  | Notas        |
| ---- | ------------------------------ | ------ | ------------ |
| 2012 | Las manzanas de la abuela Lita | Camila | Cortometraje |
| 2016 | Día del muerto                 | Chica  | Cortometraje |

### Televisión
| Año       | Título                               | Papel             | Notas                                                      |
| --------- | ------------------------------------ | ----------------- | ---------------------------------------------------------- |
| 2015-2016 | Esperanza mía                        | Valentina Brupunt |                                                            |
| 2017      | Amar después de amar                 | Lola Alvarado     |                                                            |
| 2017-2018 | Kally's Mashup                       | Nicole            |                                                            |
| 2018      | Bichos raros                         | Alicia Mancinelli |                                                            |
| 2018      | Simona                               | Mía Blanco        |                                                            |
| 2019      | Argentina, tierra de amor y venganza | Virginia Lynch    |                                                            |
| 2019      | Millennials                          | Ana Forte         |                                                            |
| 2022      | Santa Evita                          | Eva Perón (joven) | Episodios: «Cuatro tumbas para Eva», «Gracias por existir» |
| 2023      | Argentina, tierra de amor y venganza | Pilar Arizmendi   |                                                            |
| TBA       | Las reglas del boxeador              |                   |                                                            |

### Web
| Año  | Título   | Papel  | Notas                                  |
| ---- | -------- | ------ | -------------------------------------- |
| 2014 | Aislados | María  |                                        |
| 2019 | Mango    | Débora | Episodio: «Encuentros cercanos del 7B» |

### Videos musicales
| Año  | Video            | Papel           | Artista             |
| ---- | ---------------- | --------------- | ------------------- |
| 2015 | «Fantástico»     | La buscada      | Parientes           |
| 2017 | «París»          | Enferma mental  | Juan Navia          |
| 2017 | «Loco enamorado» | Interés amoroso | Ruggero Pasquarelli |
| 2018 | «Puñal»          | Chica           | Dante Spinetta      |

## Teatro
| Año       | Título                     | Papel      | Lugar                  |
| --------- | -------------------------- | ---------- | ---------------------- |
| 2015      | Descuidistas               | Pía        | Teatro Porteño         |
| 2019-2020 | Pérfidas                   | Ella misma | La Pecera Paracultural |
| 2021-2022 | Mientras duró para siempre | Mujer      | Galpón Guevara         |
| 2023      | Uno más uno igual          | Ella       | La Mansión Matrera     |

Como directora y dramaturga
- Desconexión total (2024)

## Premios y nominaciones
| Año  | Organización | Categoría     | Trabajo    | Resultado | Ref(s) |
| ---- | ------------ | ------------- | ---------- | --------- | ------ |
| 2015 | Fans Awards  | Mejor jugador | Ella misma | Ganadora  | [ 12 ] |